# Gauche unie (Slovénie)
Pour les articles homonymes, voir Gauche unie et IU.
Gauche unie (en slovène : Združena levica) est une ancienne alliance électorale slovène de gauche, entre le Parti démocratique du travail (DSD), le Parti pour le développement durable de la Slovénie (TRS), et l'Initiative pour le socialisme démocratique (IDS),. Elle a existé de 2014 à 2017.

## Histoire
La coalition a été fondée pour participer aux élections européennes de 2014 avec un programme socialiste et eurosceptique. Elle a également participé aux élections législatives de 2014.
Le 24 juin 2017, IDS et TRS fusionnent pour former un nouveau parti appelé La Gauche. Le DSD quitte l'alliance qui disparaît alors.

## Résultats électoraux

### Assemblée nationale
| Année | Voix   | %   | Sièges | Rang |
| ----- | ------ | --- | ------ | ---- |
| 2014  | 51 490 | 6,0 | 6 / 90 | 4e   |
| 2018  | 83 108 | 9,3 | 9 / 90 | 5e   |

### Parlement européen
| Année | Voix   | %   | Sièges | Rang |
| ----- | ------ | --- | ------ | ---- |
| 2014  | 21 985 | 5,5 | 0 / 8  | 7e   |